# Ange-Félix Patassé
Ange-Félix Patassé, även känd som Mustafa Patassé, född 25 januari 1937 i Paoua, Ouham-Pendé, Centralafrikanska republiken (i dåvarande Franska Ekvatorialafrika), död 5 april 2011 i Douala, Kamerun, var en centralafrikansk politiker som var landets president 1993–2003.

## Biografi

### Politisk karriär
Patassé kom från Sara-Kaba, en av de nordliga stammar som skulle komma att marginaliseras efter självständigheten 1960, då de sydliga stammarna från området kring Ubangifloden flyttade fram sina positioner. Han utbildades i tropisk agronomi vid universitetet i Nogent-sur-Marne, Frankrike, och arbetade vid återkomsten till hemlandet 1959 som jordbruksinspektör. 1965 utnämndes han av presidenten David Dacko till jordbruksdirektör och utvecklingsminister.
Den politiska karriären fortsatte efter att Bokassa tagit makten 1965, där Patassé innehade ministerposter med ansvar för transporter (1969-1970), utveckling och turism (1969-1970), jordbruk och naturresurser, turism och transport (1970), utveckling (1970), transport och handel (1970-1972), landsbygdsutveckling (1972-1973), hälso- och sjukvård (1973-1974) jakt och fiske, turism och naturresurser (1974-1976). Han var en trogen anhängare av Bokassa och då statschefen valde att konvertera till islam följde Patassé efter och blev Mustafa Patassé.

### Brytning med Bokassa
Som tack för Patassés långa tjänst utnämnde Bokassa honom till premiärminister den 8 december 1976. I dennes tjänst kom bland annat att ingå organiseringen av den fabulösa kröningen av Bokassa som kejsare den 4 december 1977. Dessutom hade han en ledande position inom det enda tillåtna partiet Mouvement pour l'évolution sociale de l'Afrique Noire (MESAN). Premiärministerposten kom emellertid att bli Patassés sista tjänst för Bokassa. Han föll i onåd hos kejsaren och den 14 juli 1978 flydde han till Paris, där han kom att bedriva en kampanj för störtandet av Bokassa. Denna uppgift kom dock att skötas av franska trupper i september 1979.
Efter Bokassas fall återvände Patassé till Bangui, men sattes snabbt i husarrest av David Dacko, som återinstallerats som president av fransmännen. Efter ett flyktförsök arresterades han för att kort därefter släppas på grund av hälsoskäl. Han grundade strax därefter sitt parti Mouvement de libération du peuple centrafricain (MLPC) och deltog i förhandlingarna inför det demokratiska valet 15 mars 1981.

### Tid i exil
I valet 1981 fick Patassé 38% av rösterna, men Dacko utlyste nyval. Detta blev dock inte av eftersom André Kolingba tog makten genom en oblodig statskupp i september samma år. Han förbud mot alla politiska partier resulterade i att Patassé åter tvingades till ett liv i exil i Frankrike. Han återvände dock på nytt i februari 1982, i syfte att leda ett uppror mot general Kolingba. Han lyckades dock aldrig erhålla militärens lojalitet och tvingades efter fyra dagar till flykt på franska ambassaden, för att därefter transporteras till Togo i skydd av FN:s flyktingorgan UNHCR. Han återvände därefter till Frankrike.

### Presidentskap och kuppförsök
Först 1993 kunde han återvända till Centralafrikanska republiken, i syfte att delta i de demokratiska valen. I parlamentsvalen blev MLPC det största partiet genom att erhålla 34 av de 85 sätena i Nationalförsamlingen och i presidentvalen vann han med 37,3% av rösterna i första omgången och 52,4% i andra omgången. Den 22 oktober 1993 kunde därmed Ange-Félix Patassé stiga fram som den första demokratiskt valda presidenten i landets historia.
Patassés tio år vid makten skulle emellertid komma att bli långt ifrån en solskenshistoria. Till en början såg det ut som om det enbart var demonstrationer från militärens sida, på grund av uteblivna löner. Det skulle dock visa sig vara en långt mer organiserat motstånd; vilket tydliggjordes då nästan alla upprorsmakare tillhörde Yakoma, dvs. den förre presidenten Kolingbas stam. Kolingba hade frivilligt avsagt sig makten efter valet enbart för att invänta motstånd mot Patassé för att slutligen kunna återta sin forna position. I maj 1996 tvingades de franska trupper som finns stationerade i landet att ingripa i våldsamma upplopp, samtidigt som amerikanska förband evakuerade utländska medborgare. I syfte att mildra spänningarna erbjöd sig Patassé vid denna tid att skapa en ny regering för nationell enhet. Detta var hindrades dock av de politiska motståndarna. I slutet av året skedde ett tredje upplopp bland de oavlönade soldaterna. Detta resulterade åter i ett franskt ingripande och tjogtals med döda.
Dessa oroligheter tilltog i alltfler oroligheter med efterföljande interventioner från FN, Afrikanska unionen och flera grannländer. Från norr kom sedermera en viss François Bozizé, som ryckte fram från baser i södra Tchad. Hans rebellrörelse fick alltmer inflytande. Efter flera misslyckade försök att ta makten såg han i mars 2003 – då Patassé var i Nigers huvudstad Niamey – sin chans. Han intog Bangui och hindrade Patassé från att återvända. Patassé tvingades fly till Kamerun och därifrån vidare till Togo. Under Patassés tidigare exil i Togo hade president Gnassingbé Eyadéma varit den som introducerat Patassés blivande fru för centralafrikanen. Han var således en mycket god vän. Ange-Félix Patassé avled i sviterna av diabetes den 5 april 2011 på ett sjukhus i Douala i Kamerun.